# النافورة (مجلة تركية)
سيزينتي (وتعني النافورة) كانت مجلة إسلامية شهرية صدرت ن شباط 1979 وحتى 27 تموز 2016 في تركيا. النسخة الإنجليزية منه تُعرف باسم النافورة الإنجليزية. أسس وأدار المجلة أعضاء حركة كولن، والتي تتكون من أتباع الداعية التركي وزعيم الرأي الإسلامي فتح الله كولن، وتزعم المجلة أنها تجمع بين الإسلام والعلم من خلال التأكيد على "التوازي" المزعوم بين الاكتشافات العلمية الحديثة والآيات الحرفية من القرآن الكريم.
أغلقَت السلطات التركية المجلة في 27 تموز 2016.

## روابط خارجية
- الموقع الرسمي